# Ryczywół (Oborniki)
Ryczywół (deutsch 1875–1919 und 1939–1945 Ritschenwalde) ist ein Dorf und Sitz der gleichnamigen Landgemeinde in Polen. Der Ort liegt im Powiat Obornicki der Wojewodschaft Großpolen. 

## Gemeinde
Zur Landgemeinde Ryczywół gehören 14 Ortschaften (deutsche Namen bis 1945) mit einem Schulzenamt:
| - Dąbrówka Ludomska - Gorzewo (Uhlenhof) - Gościejewko (Gosciejewo Hauland, 1902–1945 Ebenfelde) - Krężoły - Lipa (Lippe) - Ludomy (Luden) - Ninino (Ninino, 1943–1945 Mielke) | - Piotrowo (Gilgenhof) - Radom (Raden) - Ryczywół (Ryczywol, 1875–1945 Ritschenwalde) - Skrzetusz (Schrotthaus) - Tłukawy (Tlukawy, 1943–1945 Schwanenfelde) - Wiardunki (Lehmannshof) - Zawady (Zawady, 1943–1945 Weidhofen) |

Weitere Ortschaften der Gemeinde sind:
| - Boruchowo (Boruchowo, 1943–1945 Barkenhein) - Chlebowo (Schleborg) - Chmielewo (Chmielewo) - Drzonek (Dronka) - Gorzewko (Talheim) - Gościejewo Leśne (Eichwald) - Igrzyna (Rehwiese) - Lipa-Bagna - Lipa Nowa | - Lipa-Wojciechowo - Ludomki - Ludomicko (Luden-Hauland) - Łaszczewiec - Łopiszewo (Lopischewo, 1943–1945 Petershagen) - Orłowo (Orlowo , 1943–1945 Orlow) - Piłka-Młyn - Połajewice - Trzy Góry |

## Verkehr
Der Ort hatte einen Bahnhof an der Bahnstrecke Inowrocław–Drawski Młyn, die Ortschaft Wiardunki einen weiteren.

## Persönlichkeiten
- Elias Auerbach (1882–1971), israelischer Mediziner
- Harald Kujat (* 1942), deutscher General, Generalinspekteur der Bundeswehr, in Mielke geboren
- Wolfgang Nagel (* 1944), Berliner Bausenator a. D.